# بورژ راهاگه نیلسن
بورژ راهاگه نیلسن (انگلیسی: Børge Raahauge Nielsen; ۲۶ مارس ۱۹۲۰ – ۵ اکتبر ۲۰۱۰) قایقران روئینگ، و افسر پلیس اهل دانمارک بود.